# J Sharp
O J# (pronuncia-se djei-charp) é uma linguagem de programação criada pela Microsoft para ser sucessor do Visual J++, devido ao fim do acordo legal entre as empresas Microsoft e Sun, e os conseqüentes processos que ocorreram.
O J# basea-se na plataforma .NET e a Java Language Especification da Sun, possuindo assim sintaxe semelhante ao Java da Sun. Os programas criados nessa linguagem não tem suporte na Java Virtual Machine, mas programas feitos em Java podem ser transportados para .NET.

## Exemplo de Código J#
```
private
 
DataSet
 
BuildXML
()

{

    
//Instancia de um objeto DataTable com o nome Agenda

    
DataTable
 
dt
 
=
 
new
 
DataTable
(
"Agenda"
);

    
//dando nome  aos titulos das Colunas

    
dt
.
get_Columns
().
Add
(
"Nome"
).
toString
();

    
dt
.
get_Columns
().
Add
(
"Endereco"
).
toString
();

    
dt
.
get_Columns
().
Add
(
"Telefone"
).
toString
();

    
dt
.
get_Columns
().
Add
(
"Email"
).
toString
();

    
//Instancia de um objeto DataSet

    
DataSet
 
dsAgenda
 
=
 
new
 
DataSet
();

    
//Adição do grid no DataSet

    
dsAgenda
.
get_Tables
().
Add
(
dt
);

    
//Escreve as informações do DataSet no arquivo XML

    
ds
.
WriteXml
(
NomeArqXML
,
 
System
.
Data
.
XmlWriteMode
.
WriteSchema
);

    
return
 
dsAgenda
;

}

```